# Perdita cornishiana
Perdita cornishiana är en biart som beskrevs av Timberlake 1977. Perdita cornishiana ingår i släktet Perdita och familjen grävbin. Inga underarter finns listade i Catalogue of Life.